# Бомбардировки Гянджи
Бомбардировки Гянджи (азерб. Gəncənin bombalanması) — обстрелы жилых кварталов города Гянджа (Азербайджан), осуществлённые армянскими силами с применением баллистических ракет и реактивной артиллерии 4, 8, 11 и 17 октября 2020 года во время Второй карабахской войны. Всего, по данным азербайджанских официальных ведомств, в результате обстрелов 4, 11 и 17 октября погибло 32 мирных жителя, десятки получили ранения.
Власти Азербайджана обвинили в нанесении ракетных ударов Армению, но Армения свою причастность к обстрелам отрицает. В свою очередь, руководство непризнанной НКР заявило, что удары нанесены его формированиями в ответ на бомбардировки Степанакерта (Ханкенди). Организация Human Rights Watch возложила ответственность за удары по Гяндже на армянские силы.
После третьего обстрела, который правительство Азербайджана квалифицировало как «акт геноцида», азербайджанская армия нанесла удар по ракетным установкам в приграничных районах Армении, прилегающих к Кельбаджарскому району, находившемуся под контролем армянских формирований.

## История

### Обстрелы 4 и 8 октября
27 сентября 2020 года между вооружёнными силами Азербайджана с одной стороны и вооружёнными формированиями непризнанной Нагорно-Карабахской Республики (НКР) и Армении с другой возобновились широкомасштабные боевые действия. В тот же день азербайджанская армия приступила к ракетно-артиллерийским обстрелам Степанакерта — столицы НКР.

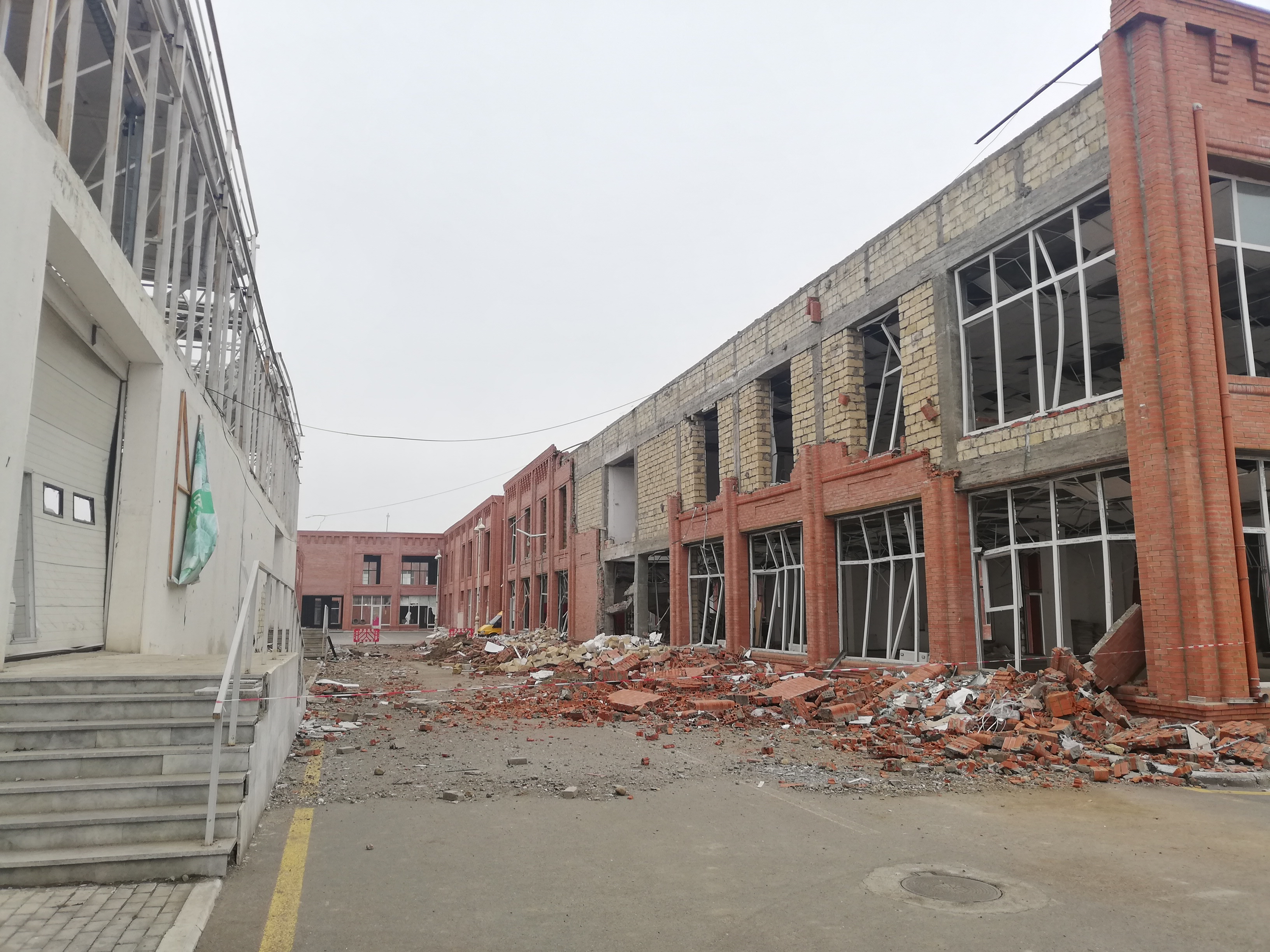
Последствия обстрела Гянджи армянскими силами

4 октября власти НКР заявили о нанесении ракетных ударов «по объектам в тылу противника», в том числе по «военному аэродрому города Гянджи». Позднее, однако, корреспонденты российских СМИ и сотрудники HRW сообщили, что расположенный в семи километрах от ближайшего места удара международный аэропорт Гянджи, об уничтожении которого заявляли власти НКР, не пострадал. В то же время помощник президента Азербайджана Хикмет Гаджиев заявил, что Армения нанесла массированные ракетные удары по густонаселённым жилым районам Гянджи. По словам Гаджиева, ракетные удары наносились из окрестностей Вардениса и города Горис. Генеральная прокуратура Азербайджана сообщила, что 4 октября в результате обстрела города Гянджа погиб один человек, ранены 32.
Пресс-секретарь минобороны Армении Шушан Степанян заявила, что с территории Армении огонь по Азербайджану не ведётся. В тот же день, 4 октября, президент НКР Араик Арутюнян, подтвердив, что несколько ракетных ударов по городу Гянджа были нанесены по его распоряжению, заявил, что поручил прекратить обстрелы, чтобы избежать жертв среди мирных жителей. Арутюнян также добавил, что «в случае, если противник не сделает соответствующих выводов», армянские формирования продолжат наносить соразмерные и сокрушительные удары.
Утром 8 октября Гянджа снова попала под обстрел, однако при этом мирное население не пострадало.
8 октября журналисты The New York Times опубликовали спутниковое фото двух турецких истребителей F-16 на территории международного аэропорта Гянджи, сделанное 3 октября. Позднее президент Азербайджанской Республики Ильхам Алиев заявил, что турецкие F-16 остались в Азербайджане после участия в учениях, предшествовавших военным действиям, и ни один из них не принимал участия в боях.
10 октября в зоне конфликта в соответствии с договорённостью, достигнутой главами МИД Азербайджана и Армении в Москве при посредничестве России, был объявлен режим прекращения огня для обмена военнопленными и телами погибших.
Организация Amnesty International сообщила, что хотя системы «Смерч» действительно использовались армянскими вооружёнными силами, фото- и видеоматериалы азербайджанской стороны не позволяют провести окончательный анализ конкретных целей удара, а также установить, содержали ли боеголовки ракет кассетные боеприпасы — именно такие боеприпасы использовались при обстрелах Степанакерта.

### Обстрел 11 октября
В два часа ночи 11 октября, по заявлению пресс-службы МЧС Азербайджана, в центре города Гянджа подвергся обстрелу четырёхэтажный жилой дом, в результате чего, по данным Генеральной прокуратуры Азербайджана, погибло 10 человек, 34 получили ранения. Попавшее под обстрел здание в центре города было превращено в руины, а стоящие рядом дома были наполовину разрушены. Минобороны Азербайджана заявило, что город подвергся обстрелу с территории Бердского района Армении. О том, что жилой дом в Гяндже оказался разрушен в результате ракетного удара, подтвердили корреспонденты ТАСС и Би-би-си. Место падения ракеты в жилом квартале в Гяндже зафиксировали также корреспонденты газеты «Коммерсантъ» и телеканала «Дождь». Из стратегических объектов поблизости находится разве что железнодорожный вокзал.
По официальным предварительным данным Азербайджана, удар по жилому дому был нанесён ракетой ОТРК «Точка У». На следующий день руководитель Национального агентства по разминированию территорий Азербайджана Газанфар Ахмедов объявил, что, судя по маркировке на осколках, удар по городу Гянджа был нанесён ракетой ОТРК «Эльбрус» (Scud-B). На основании фотографий, которые один из азербайджанских официальных лиц разместил в Twitter, независимый эксперт также идентифицировал ракету как «Scud-B».
В интервью журналистам заместитель министра чрезвычайных ситуаций Азербайджана генерал-лейтенант Рагим Латифов заявил, что ракетным обстрелом противника были полностью разрушены три 31-квартирных дома, четыре дома и один частный дом были приведены в аварийное состояние. Всего здесь проживало 205 человек. Из-под завалов были извлечены 9 тел и 17 раненых (один из раненых позже скончался в больнице).
В ночь на 14 октября Минобороны Азербайджана сообщило, что вооружённые силы Азербайджана уничтожили несколько комплексов баллистических ракет Армении, размещённых в приграничной с Кельбаджарским районом зоне. Согласно оборонному ведомству, ракетные комплексы «были нацелены на гражданское население и инфраструктуру в Гяндже, Мингечевире и других городах Азербайджана». Минобороны Армении признало, что вооружённые силы Азербайджана нанесли удар по военной технике на территории Армении, находящейся на боевом дежурстве. В распространённом МО Азербайджана видеоролике было показано поле между селами Сотк и Азат у самой границы Армении с Кельбаджарским районом. Это был первый случай, когда факт удара по территории собственно Армении признали обе стороны.

### Обстрелы 17 октября

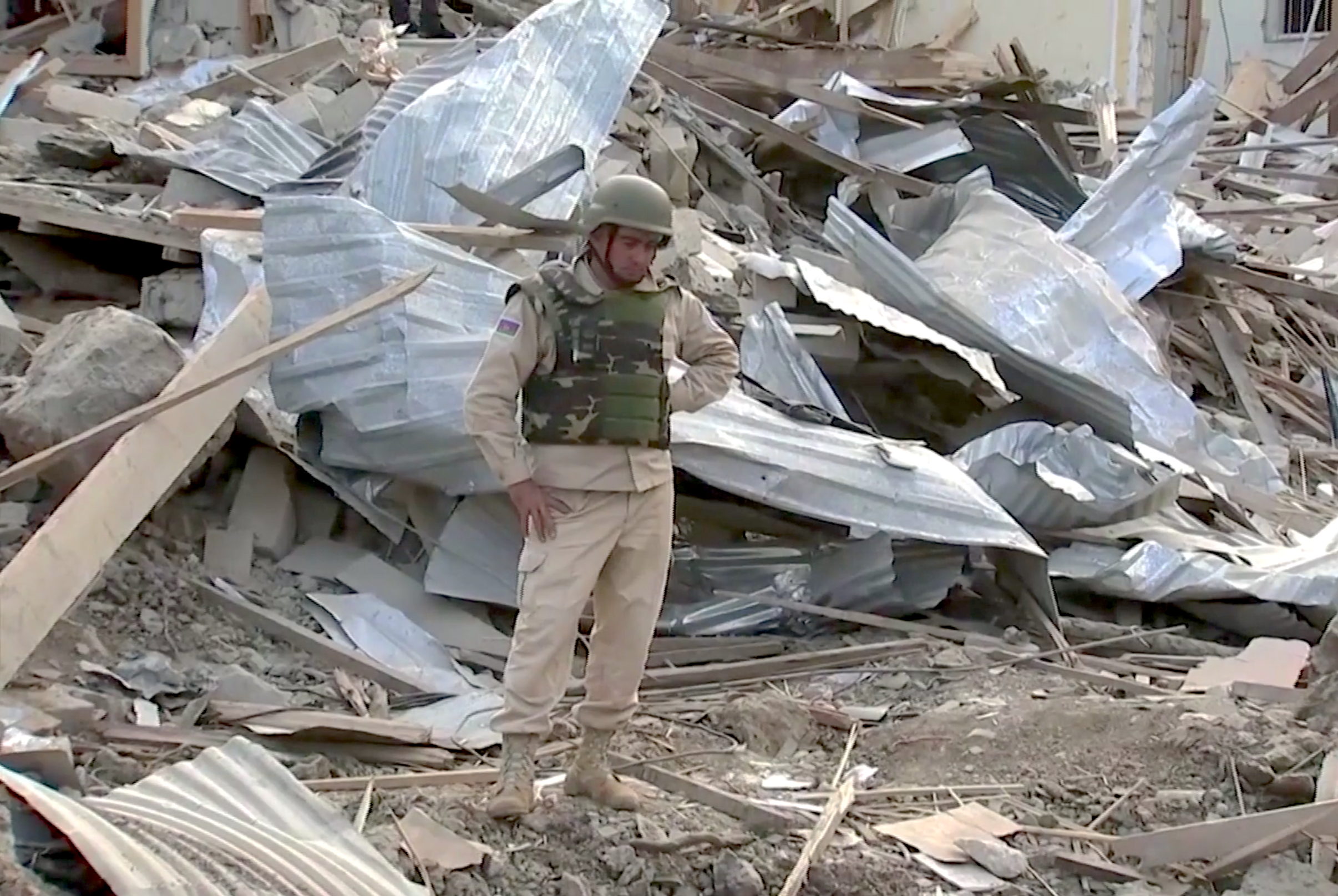
Сотрудник ANAMA, стоящий среди руин разрушенного жилого дома в Гяндже после ракетного обстрела

В ночь с 16 на 17 октября, через несколько часов после очередного обстрела Степанакерта, жилые кварталы Гянджи вновь подверглись ракетным ударам. Журналисты сообщили с места событий, что в городе прогремели три мощных взрыва. Одновременно ракетному обстрелу был подвергнут город Мингечаур. Азербайджанская сторона заявила, что удары были нанесены с территории Армении. По словам МЧС Азербайджана, в ходе обстрела Гянджи погибло 13 человек (из них трое детей, в том числе 16-месячная девочка Медина Шахназарли) и было ранено 53 мирных жителей (пятеро из них — дети). По данным Агентства по разминированию территорий Азербайджана (ANAMA), фрагменты с места падения ракеты свидетельствуют о применении баллистических ракет оперативно-тактического ракетного комплекса «Эльбрус».
Корреспондент «Дождя» Василий Полонский сообщил, что рядом с обстрелянными жилыми кварталами Гянджи не было никаких военных баз и важных объектов.
24 октября один из раненых, 13-летний гражданин России, скончался в больнице.

## Расследование Human Rights Watch

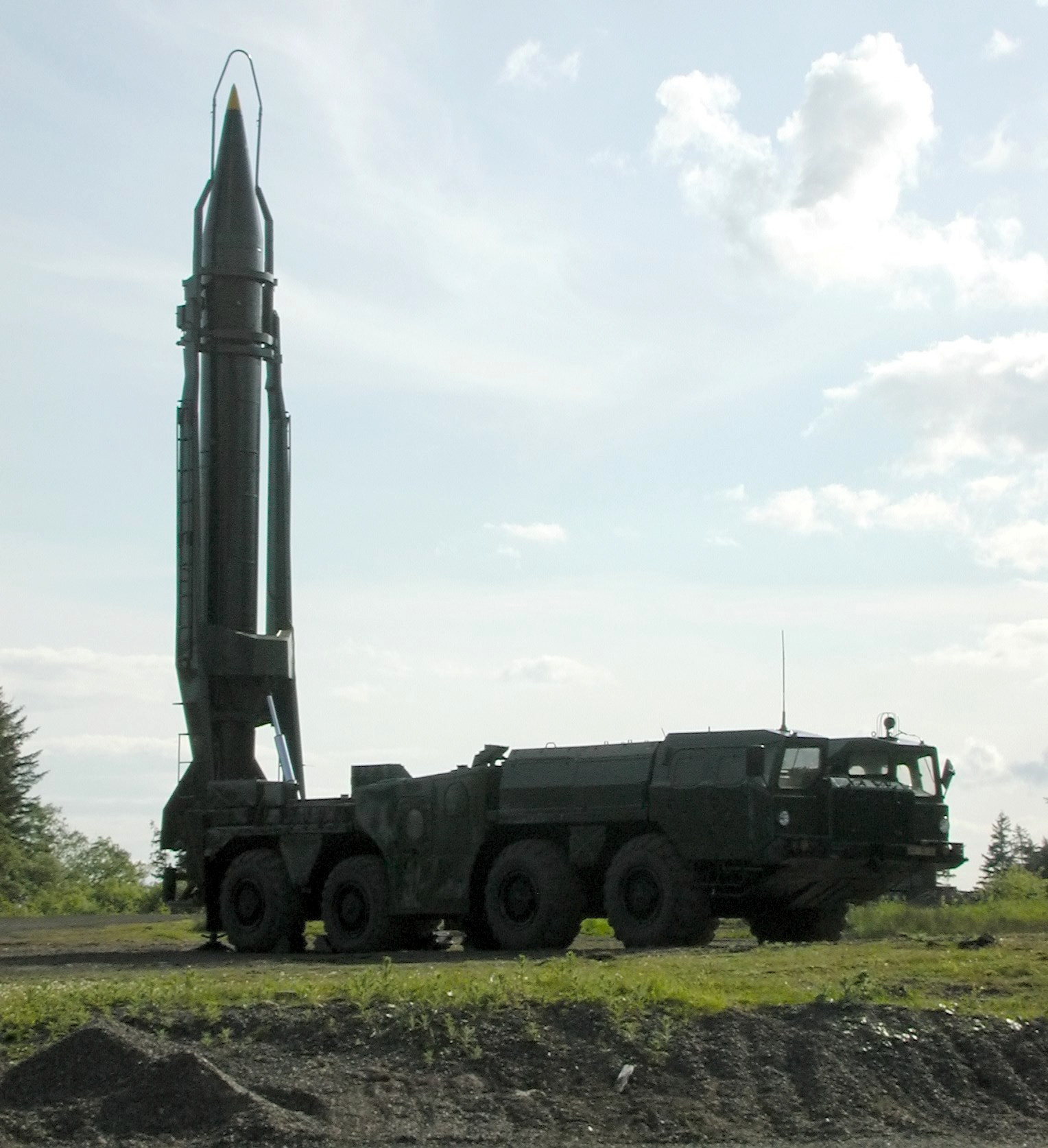
Пусковая установка с баллистической ракетой «Эльбрус» («Scud B»). По данным Агентства по разминированию территорий Азербайджана (ANAMA), именно такие ракеты были выпущены по Гяндже 11 и 17 октября

11 декабря организация Human Rights Watch (HRW) опубликовала доклад, согласно которому армянские силы во время боевых действий с сентября по ноябрь 2020 года наносили по Азербайджану ракетные удары неизбирательного характера. Правила ведения войны требуют, чтобы нападающая сторона эффективно предупреждала о возможном нанесении ударов, от которых могут пострадать мирные жители, за исключением случаев, когда обстоятельства этого не позволяют. Опрошенные свидетели ударов по Гяндже заявляли представителям HRW, что ничего не знают о каких-либо предупреждениях со стороны Армении или НКР. 4 октября президент НКР Араик Арутюнян разместил твиты на английском языке, в которых призвал мирных жителей «во избежание неминуемых потерь» покинуть «крупные города», включая Гянджу, где могут быть нанесены удары по военным. По мнению HRW, угроза о возможных ударах по неопределенным целям в неопределенное время, сделанное на языке, понятном немногим гражданам Азербайджана, не может считаться эффективным предупреждением.
По данным анализа ряда спутниковых снимков, проведённого сотрудниками HRW, Азербайджан подвергал излишнему риску мирных жителей, размещая военные цели в густонаселённых районах, в том числе в Гяндже, и не проводил эвакуации граждан. Так, по снимкам, сделанным в период с 9 по 16 октября, организация выявила наличие вооружений и военной техники на удалённости 700 м и 1 км от ударной воронки, оставшейся от ракетного удара 11 октября; ни один военный объект при этом не был повреждён. На спутниковом снимке, представленном в докладе HRW, также отмечен район с повышенной активностью движения военной техники, который примыкал к жилым районам на юго-востоке Гянджи и который был расположен в 270 метрах от места попадания баллистической ракеты 17 октября. При этом HRW отмечает, что присутствие таких военных целей не давало права армянским силам использовать оружие явно неизбирательного характера с большим радиусом поражения для ударов по населённым пунктам. Так, согласно отчёту HRW, баллистические ракеты «Scud B», которые, по информации азербайджанского национального агентства по разминированию, использовались при ударах по Гяндже, могут быть оснащены осколочно-фугасными боеголовками массой 985 кг и могут иметь отклонение до 500 м от цели. Применение оружия неизбирательного действия, которое не способно отличить военные цели от гражданских объектов, согласно HRW, нарушает законы войны.

## Уголовное расследование
В связи с бомбардировкой Гянджи Генпрокуратура Азербайджана 17 октября 2020 года возбудила уголовное дело по статьям 100.2 (ведение агрессивной войны), 120.2.1 (умышленное убийство, совершенное преступной организацией), 120.2.4 (умышленное убийство, совершенное с особой жестокостью или общеопасным способом), 120.2.7 (умышленное убийство двух или более лиц), 120.2.12 (умышленное убийство по мотиву национальной, расовой, религиозной ненависти или вражды), 186.3 (умышленное уничтожение или повреждение имущества в особо крупном размере) и по другим статьям Уголовного Кодекса Азербайджанской Республики. Три года спустя эти и другие обвинения были предъявлены бывшему президенту НКР Араику Арутюняну после того как он был арестован азербайджанскими спецслужбами в Степанакерте (Ханкенди) 3 октября 2023 года, среди прочего, по подозрению в причастности к запуску баллистических и других типов ракет в направлении Гянджи и Барды. Данные статьи предусматривают наказание от длительного заключения до пожизненного срока.

## Память
30 января 2022 года Президент Ильхам Алиев заложил фундамент Гянджинского мемориального комплекса под открытым небом на месте руин результата бомбардировок.